# Luke Joins the Navy
Luke Joins the Navy è un cortometraggio muto del 1916 diretto da Hal Roach e interpretato da Harold Lloyd.

## Produzione
Il film fu prodotto da Hal Roach per la Rolin Films.

## Distribuzione
Distribuito dalla Pathé Exchange, la comica - un cortometraggio in una bobina - uscì nelle sale cinematografiche USA il 4 settembre 1916. Copia della pellicola viene conservata negli archivi del Museum of Modern Art. Il film è stato inserito in un'antologia, American Slapstick, Volume 2 (1915-1937), della All Day Entertainment distribuita dalla Facets Video il 22 luglio 2008.